# Чемпіонат України з американського футболу 2010
Чемпіонат України з американського футболу 2010

## Команди-учасниці
у 2010 році у змаганнях Відкритого Чемпіонату України взяли участь вісім команд, які були розділені за географічним принципом на дві конференції.
Конференція Захід
1. Мінськ Зубри (Білорусь)
2. Київські Джетс
3. Київські Слов'яни
4. Ужгородські Лісоруби

Конференція Схід
1. Скіфи-ДонНТУ (Донецьк)
2. Харківські Атланти
3. Севастопольські Титани
4. Сімферопольські Таври

## Календар змагань
Під час регулярного чемпіонату команда проводить лище по одній грі зі своїм суперником.
Результати ігор:
- 12 Червня Ужгородські Лісоруби — Мінські Зубри 12-28
- 30 Травня Київські Джетс — Мінські Зубри 28-38
- 29 Травня Скіфи-ДонНТУ -Сімферопольські Таври 90-0
- 29 Травня Севастопольські Титани — Харківські Атланти 48-31
- 22 Травня Ужгородські Лісоруби — Київські Словяни 20-6
- 16 Травня Київські Джетс — Ужгородські Лісоруби 19-14
- 09 Травня Київські Словяни — Мінські Зубри 20-26
- 02 Травня Скіфи-ДонНТУ — Харківські Атланти 94-0
- 02 Травня Сімферопольські Таври — Севастопольські Титани 0-70
- 25 Квітня Харківські Атланти — Сімферопольські Таври 94-0
- 25 Квітня Київські Словяни — Київські Джетс 18-0
- 17 Квітня Севастопольські Титани — Скіфи-ДонНТУ 12-73

За підсумками регулярного чемпіонату, команди розташувалися у наступній послідовності:

## Вища Ліга 2010 року
Західна конференція
| Команда              | МЗ    | КС    | КД    | УЛ    |
| -------------------- | ----- | ----- | ----- | ----- |
| Мінськ Зубри         | ---   | 26:20 | 38:28 | 28:12 |
| Київські Словяни     | 20:26 | ---   | 28:38 | 6:20  |
| Київські Джетс       | 28:38 | 0:18  | ---   | 19:14 |
| Ужгородські Лісоруби | 12:28 | 20:6  | 14:19 | ---   |

Східна конференція
| Команда                | СД    | СвТ   | ХА    | СмТ  |
| ---------------------- | ----- | ----- | ----- | ---- |
| Скіфи-ДонНТУ           | ---   | 73:12 | 94:0  | 90:0 |
| Севастопольські Титани | 12:73 | ---   | 48:31 | 70:0 |
| Харкцівські Атланти    | 0:94  | 31:48 | ---   | 94:0 |
| Сімферопольські Таври  | 0:90  | 0:70  | 0:94  | ---  |

## Фінали
Згідно з регламентом змагань у фінальних іграх взяли участь команди, що посіли перших два місця у конференціях за результатами регулярного чемпіонату:
Півфінали
- 12 червня — Скіфи-ДонНТУ — Севастопольські Титани — 76-0
- 19 червня — Мінські Зубри — Київські Словяни — 48-0

Золотий фінал
- 26 червня — Скіфи-ДонНТУ — Мінські Зубри 44-8

Бронзовий фінал
- 26 червня — Київські Словяни — Севастопольські Титани 26-20